# Меден-Кладенец
Меден-Кладенец (болг. Меден кладенец) — село в Болгарии. Находится в Ямболской области, входит в общину Тунджа. Население составляет 303 человека.

## Политическая ситуация
В местном кметстве Меден-Кладенец, в состав которого входит Меден-Кладенец, должность кмета (старосты) исполняет Иван Костадинов Стоев (коалиция в составе 2 партий: Политическое движение социал-демократов (ПДСД) и Земледельческий союз Александра Стамболийского (ЗСАС)) по результатам выборов правления кметства.
Кмет (мэр) общины Тунджа — Георги Стоянов Георгиев (коалиция в составе 2 партий: Болгарская социалистическая партия (БСП) и Болгарская социал-демократия (БСД)) по результатам выборов в правление общины.